# Jürgen Eggebrecht
Jürgen Eggebrecht (* 17. November 1898 in Baben; † 19. April 1982 in München) war ein deutscher Schriftsteller und Lektor.

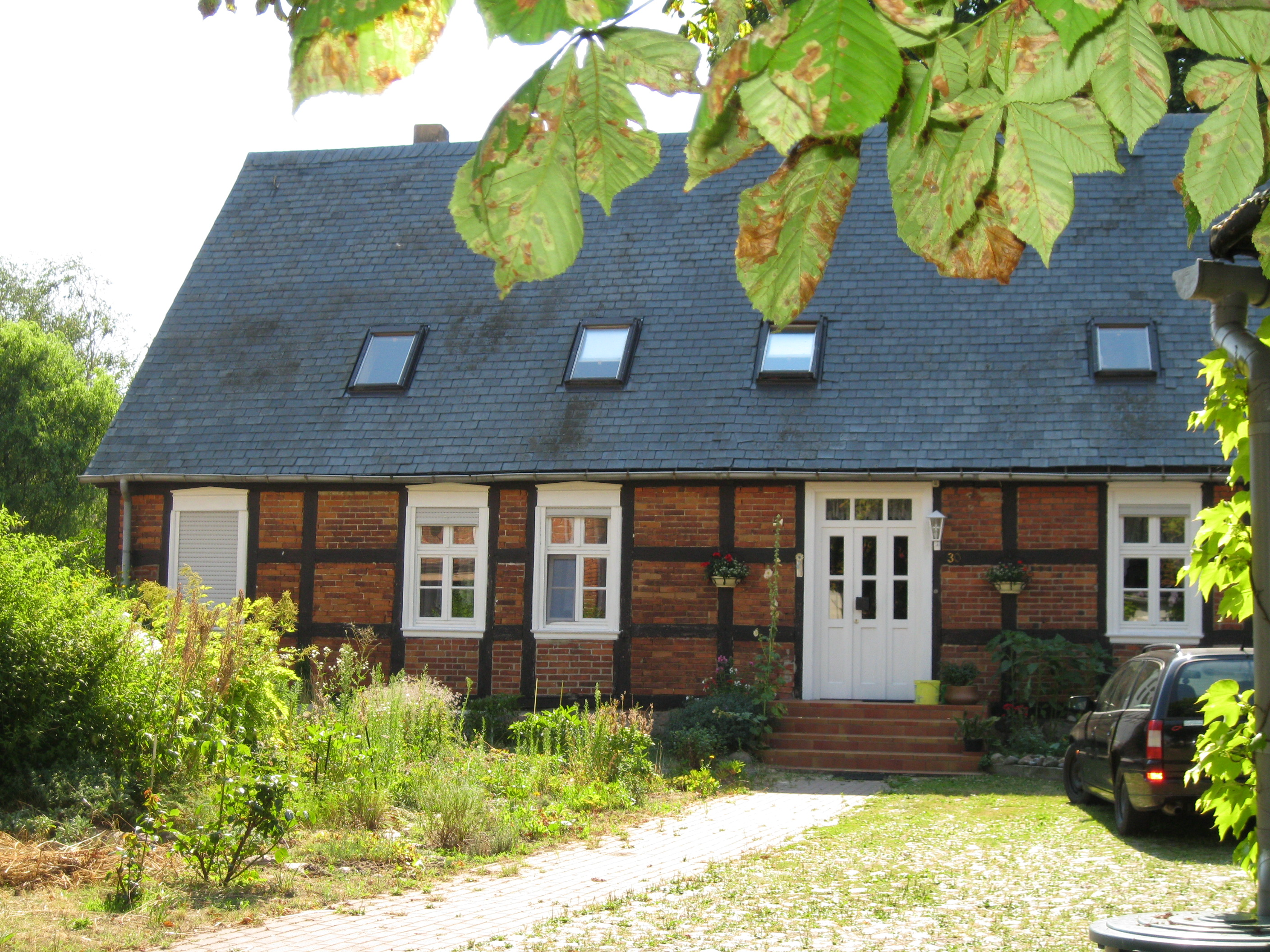
Geburtshaus von Jürgen Eggebrecht

## Leben
Jürgen Eggebrecht wurde als Sohn des Pfarrers Gottfried Eggebrecht und seiner Frau Alwine, geb. Rademacher, im altmärkischen Baben geboren. Er studierte in Halle/Saale, Berlin und Würzburg Rechts-, Staats- und Literaturwissenschaften. 1925 promovierte er.
Er war befreundet u. a. mit Ilse Aichinger, Wolf Dieter Bach, Ingeborg Bachmann, Joseph Breitbach, Günter Eich, Hermann Heimpel, Peter Huchel, Hermann Kesten, Horst Lange, Peter de Mendelssohn, Ernst Penzoldt, Hans Werner Richter, Oskar N. Sahlberg, Oda Schaefer, Herbert Schlüter, Peter Suhrkamp, Franz Tumler, Georg von der Vring, Michael Winter, Paul Alverdes.
Eggebrecht arbeitete vor dem Zweiten Weltkrieg als Lektor im Piper-Verlag München und für die Deutsche Verlags-Anstalt in Stuttgart (1928–1933) und debütierte mit Gedichten in der von Willi Fehse und Klaus Mann herausgegebenen Anthologie jüngster Lyrik (1927). Er verfasste Erzählungen, Essays, Hörspiele und Gedichtbände (Vogelkoje, Hamburg 1949; Schwalbensturz, Frankfurt am Main 1956; Splitterlicht. Frankfurt 1975; postum Weltensaum. München 2010). Für das Oberkommando der Wehrmacht baute er als Kriegsverwaltungsrat im Zweiten Weltkrieg die Frontbücherei auf, bis zum Kriegsende. In seiner Hand lag vor allem die Papierzuteilung für Tausende vom OKW produzierte Titel, in mehreren Reihen. Im Laufe des Krieges erhielt das OKW immer größere Papierkontingente, was zu Lasten der zivilen Verlage und des Sortimentbuchhandels ging; diese beschwerten sich über ständige Kürzungen der Papierzuteilung. Auf diese Weise steuerte Eggebrecht, welche Titel überhaupt gedruckt wurden und in Massenauflagen an die Front gerieten, und welche nicht, man kann das als „Zensur“ bezeichnen oder auch nicht. Das OKW betrieb jedenfalls eine eigene Literaturpolitik. Die Frage, ob und in welcher Weise die OKW-Literaturfunktionäre wie Eggebrecht sich inhaltlich von platter NS-Propaganda durch das Amt Rosenberg oder die Parteiamtliche Prüfungskommission zum Schutze des nationalsozialistischen Schrifttums, PPK, des Philipp Bouhler (bis 1943) abgrenzten, wird noch 2002 zu einem Forschungsdesiderat erklärt. Deutlich ist, dass Eggebrecht, wie auch die Funktionäre des gesamten Heers, sich nach 1945 zu geheimen Widerstandsgestalten deklarierten, um ihre Karriere ungehindert fortzusetzen.
Danach leitete Eggebrecht die Abteilung „Kulturelles Wort“ beim Nordwestdeutschen Rundfunk, NWDR, später Norddeutscher Rundfunk, NDR, von 1949 bis 1959. Zudem war er Mitglied im Tukan-Kreis und seit 1958 im PEN-Zentrum Deutschland. In seinen Kindheitserinnerungen Vaters Haus. Huldigung der nördlichen Stämme schilderte er poetisch-lyrisch seine Kindheit in Baben, Eichstedt, Salzwedel, Osterburg und Stendal.
Sein Nachlass liegt in der Monacensia in München.
Zu seinen Vorlieben gehörten die Malerei und die Musik, überdies sprach er Französisch.
Jürgen Eggebrecht war verheiratet mit der Pianistin Elfi Eggebrecht, geb. Stiehr. Gemeinsame Kinder sind der Ägyptologe Arne Eggebrecht (1935–2004), der Cellist und Barytonspieler Jörg Eggebrecht (1939–2009), der Schriftsteller und Journalist Harald Eggebrecht (geb. 1946).